# Enrico Pezzi (calciatore)
Enrico Pezzi (Rimini, 24 settembre 1989) è un calciatore italiano, difensore o centrocampista della Sarnese.

## Caratteristiche tecniche
Giocatore molto duttile, può essere impiegato in tutti i ruoli della difesa, prediligendo quello di terzino destro.

## Carriera
Cresciuto nel settore giovanile del Rimini, ha esordito in prima squadra il 29 novembre 2008, nella partita di campionato vinta per 0-2 contro l'Avellino. Dopo aver trascorso una stagione in prestito al Bellaria Igea Marina, resta svincolato a causa del fallimento dei biancorossi e firma un biennale con la Lucchese.
Il 31 gennaio 2011 viene acquistato dalla Triestina, rimanendo comunque a titolo temporaneo nel club toscano; passato in seguito agli alabardati, nel successivo mercato invernale viene ceduto al Pavia. Il 28 novembre 2012 viene tesserato dal Pontedera, restando con il club pisano per due stagioni e mettendosi in mostra come uno dei migliori giocatori della rosa. Trasferitosi al Benevento, diventa in breve tempo uno dei leader dei Sanniti, conquistando con i giallorossi un doppio salto consecutivo di categoria.
Il 22 giugno 2017 passa al Cittadella, ma è poco utilizzato. Il 9 agosto 2018 viene ceduto, insieme ad Andrea Arrighini, al Carpi, con cui firma un biennale. Al termine della stagione di Serie B 2018-2019, dove Pezzi gioca 23 partite, il club emiliano retrocede da ultimo in Serie C. Essendo uno dei pochi veterani rimasti in rosa, e data la partenza di Fabrizio Poli, Pezzi viene nominato capitano del Carpi dal nuovo allenatore Giancarlo Riolfo, il quale lo sposta dalla difesa nell'inedito ruolo di mediano nel suo 4-3-1-2.
Il 16 agosto 2020 passa alla Vis Pesaro, con cui si lega fino al 2022; il 4 gennaio 2021 si trasferisce in prestito alla Pistoiese, dove ritrova mister Riolfo. L'8 settembre del 2021 viene ufficializzato dal Forlì, militante in serie D. Dopo una breve esperienza a San Marino, nel Tre Fiori viene ufficializzato dal Francavilla, in Serie D.
Ad agosto 2023 viene ingaggiato dal neonato Real Casalnuovo, squadra militante in Serie D nella stagione 2023-2024. Sigla la sua prima rete in maglia bianco-granata in virtù dell'esordio stagionale in occasione del derby campano contro il Portici, che vale la prima gara ufficiale del campionato di Serie D della storia del Real Casalnuovo.

## Statistiche

### Presenze e reti nei club
Statistiche aggiornate al 9 maggio 2024.
| Stagione         | Squadra              | Campionato       | Campionato | Campionato | Coppe nazionali | Coppe nazionali | Coppe nazionali | Coppe continentali | Coppe continentali | Coppe continentali | Altre coppe | Altre coppe | Altre coppe | Totale | Totale |
| Stagione         | Squadra              | Comp             | Pres       | Reti       | Comp            | Pres            | Reti            | Comp               | Pres               | Reti               | Comp        | Pres        | Reti        | Pres   | Reti   |
| ---------------- | -------------------- | ---------------- | ---------- | ---------- | --------------- | --------------- | --------------- | ------------------ | ------------------ | ------------------ | ----------- | ----------- | ----------- | ------ | ------ |
| 2008-2009        | Rimini               | B                | 2+1        | 0          | CI              | -               | -               | -                  | -                  | -                  | -           | -           | -           | 3      | 0      |
| 2009-2010        | Bellaria Igea Marina | 2D               | 32+2       | 1          | CI-LP           | 2               | 0               | -                  | -                  | -                  | -           | -           | -           | 36     | 1      |
| 2010-2011        | Lucchese             | 1D               | 30         | 1          | CI+CI-LP        | 1+3             | 0               | -                  | -                  | -                  | -           | -           | -           | 34     | 1      |
| 2011-gen. 2012   | Triestina            | 1D               | 13         | 1          | CI+CI-LP        | 2+0             | 0               | -                  | -                  | -                  | -           | -           | -           | 15     | 1      |
| gen.-giu. 2012   | Pavia                | 1D               | 14+2       | 0          | CI-LP           | -               | -               | -                  | -                  | -                  | -           | -           | -           | 16     | 0      |
| nov. 2012-2013   | Pontedera            | 2D               | 21         | 0          | CI-LP           | -               | -               | -                  | -                  | -                  | -           | -           | -           | 21     | 0      |
| 2013-2014        | Pontedera            | 1D               | 28+1       | 1          | CI+CI-LP        | 1+2             | 0               | -                  | -                  | -                  | -           | -           | -           | 32     | 1      |
| Totale Pontedera | Totale Pontedera     | Totale Pontedera | 49+1       | 1          |                 | 3               | 0               |                    | -                  | -                  |             | -           | -           | 52     | 1      |
| 2014-2015        | Benevento            | LP               | 32+1       | 1          | CI+CI-LP        | 0+1             | 0               | -                  | -                  | -                  | -           | -           | -           | 34     | 1      |
| 2015-2016        | Benevento            | LP               | 26         | 1          | CI+CI-LP        | 1+1             | 0               | -                  | -                  | -                  | SLP         | 2           | 0           | 30     | 1      |
| 2016-2017        | Benevento            | B                | 25+3       | 1          | CI              | -               | -               | -                  | -                  | -                  | -           | -           | -           | 28     | 1      |
| Totale Benevento | Totale Benevento     | Totale Benevento | 83+4       | 3          |                 | 3               | 0               |                    | -                  | -                  |             | 2           | 0           | 92     | 3      |
| 2017-2018        | Cittadella           | B                | 15+2       | 0          | CI              | 3               | 0               | -                  | -                  | -                  | -           | -           | -           | 20     | 0      |
| 2018-2019        | Carpi                | B                | 23         | 0          | CI              | -               | -               | -                  | -                  | -                  | -           | -           | -           | 23     | 0      |
| 2019-2020        | Carpi                | C                | 24+2       | 0          | CI+CI-C         | 2+0             | 0               | -                  | -                  | -                  | -           | -           | -           | 28     | 0      |
| Totale Carpi     | Totale Carpi         | Totale Carpi     | 47+2       | 0          |                 | 2               | 0               |                    | -                  | -                  |             | -           | -           | 51     | 0      |
| 2020-gen. 2021   | Vis Pesaro           | C                | 13         | 1          | -               | -               | -               | -                  | -                  | -                  | -           | -           | -           | 13     | 1      |
| gen.-giu. 2021   | Pistoiese            | C                | 0          | 0          | -               | -               | -               | -                  | -                  | -                  | -           | -           | -           | 15     | 0      |
| 2021-2022        | Forlì                | D                | 28         | 0          | CI-D            | -               | -               | -                  | -                  | -                  | -           | -           | -           | 28     | 0      |
| ago. 2022        | Tre Fiori            | CS               | 0          | 0          | CT              | 0               | 0               | UECL               | 4                  | 0                  | -           | -           | -           | 4      | 0      |
| 2022-gen. 2023   | FC Francavilla       | D                | 13         | 0          | CI-D            | 3               | 0               | -                  | -                  | -                  | -           | -           | -           | 16     | 0      |
| gen.-giu. 2023   | Notaresco            | D                | 16+2       | 0          | CI-D            | -               | -               | -                  | -                  | -                  | -           | -           | -           | 18     | 0      |
| 2023-2024        | Real Casalnuovo      | D                | 26         | 1          | CI-D            | 2               | 0               | -                  | -                  | -                  | -           | -           | -           | 28     | 1      |
| Totale carriera  | Totale carriera      | Totale carriera  | 381+16     | 9          |                 | 24              | 0               |                    | 4                  | 0                  |             | 2           | 0           | 425    | 9      |

## Palmarès

### Club

#### Competizioni nazionali
- Lega Pro: 1

Benevento: 2015-2016